# Anactinia indiana
Espèce
Anactinia indiana est une espèce de cnidaires de la famille des Arachnactidae.

## Systématique
Le nom valide complet (avec auteur) de ce taxon est Anactinia indiana (Bamford, 1912).
L'espèce a été initialement classée dans le genre Ovactis sous le protonyme Ovactis indiana Bamford, 1912.
Anactinia indiana a pour synonyme :
- Ovactis indiana Bamford, 1912